# Cubanita
La cubanita, también llamada barracanita o chalmersita, es un mineral de la clase de los minerales sulfuros. Fue descubierta en 1843 en la isla de Cuba, motivo por el que se le dio este nombre.

## Características químicas
Es el dimorfo ortorrómbico de la isocubanita - del sistema isométrico-. A diferencia del otro sulfuro de cobre-hierro, la calcopirita, la cubanita es fuertemente magnética.

## Formación y yacimientos
Se forma en depósitos de minerales metálicos por procesos de alteración hidrotermal de alta temperatura.
Aparece asociado a minerales tales como: esfalerita, pirrotina, pirita o calcopirita.